# Stazione di smistamento

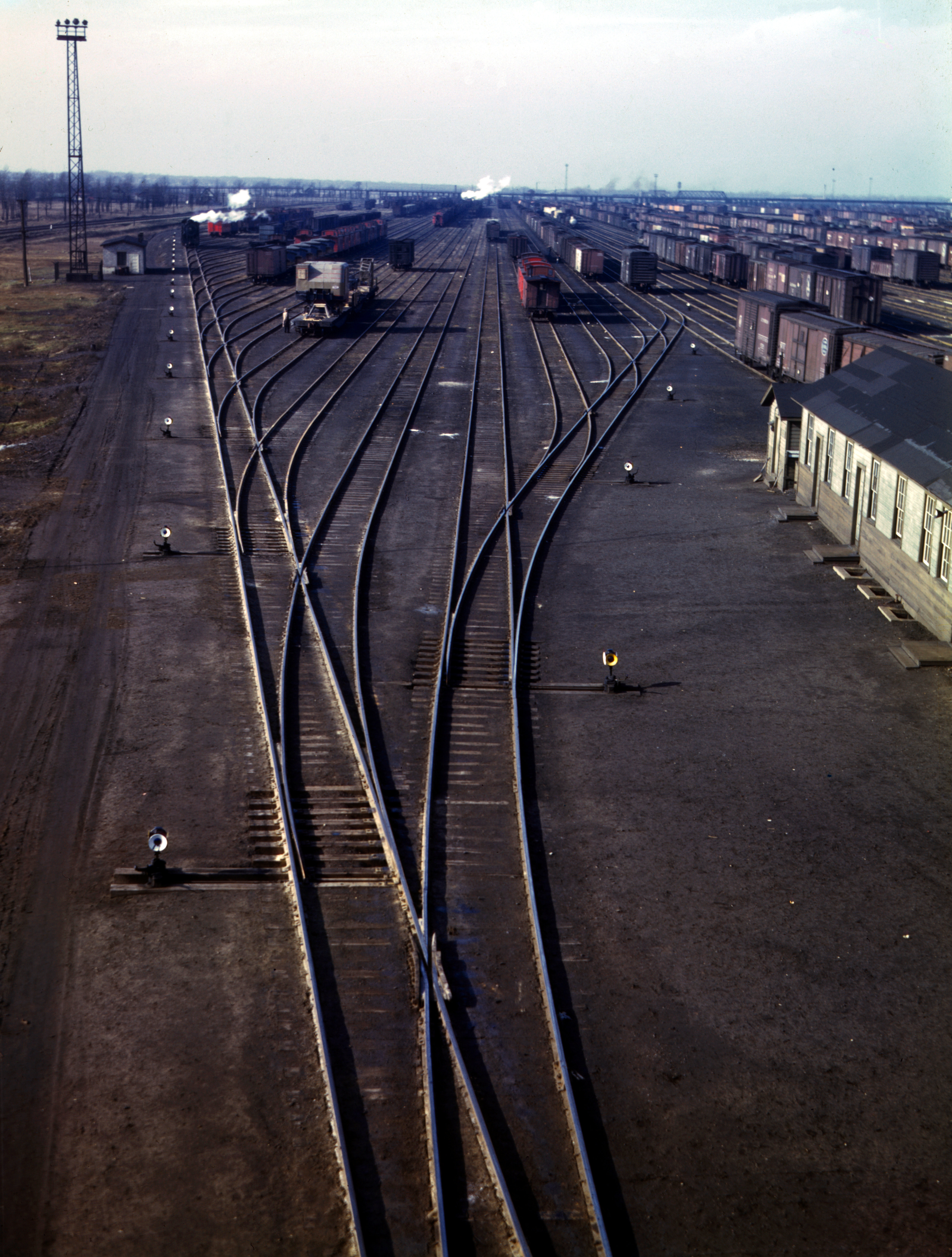
Una vecchia foto (1942) di uno scalo di smistamento a Chicago.

Una stazione di smistamento (o scalo di smistamento) è un impianto ferroviario nel quale avviene la scomposizione dei treni merci in arrivo e la composizione dei treni merci in partenza allo scopo di smistare i carri verso la destinazione prefissata.
Gli scali di smistamento si trovano usualmente nei grandi nodi ferroviari posti nei punti di confluenza di più linee ferroviarie. Molto spesso essi cadono nel comprensorio urbano di grandi città industriali o portuali.

## Disposizione degli scali di smistamento
Il piazzale ferroviario è composto usualmente dei seguenti fasci e parti di binari che vengono percorsi in successione dai carri smistati per l'esecuzione della manovra:
- fascio-arrivi: nel quale vengono posti in stazionamento i treni in arrivo;
- sella di lancio: uno o due binari su una collina artificiale dove, con l'ausilio di locomotive di manovra sono spinti (lanciati) i carri da smistare e per la loro gravità percorrono tutto il binario previsto e selezionato da appositi manovratori disponendo opportunamente i deviatoi ed eventualmente regolandone la velocità mediante freni di rotaia in prossimità della fine della sella;
- fascio direzioni: è il più grande fascio dello scalo con in media da 20 a 40 binari (in alcuni scali d'Europa frequentemente 32), per manovrare i carri e comporre i treni in partenza dopo l'assegnazione delle loro stazioni di destinazione;
- eventualmente un fascio-riordino: dove viene operata una selezione dei vari gruppi di carri;
- eventualmente un fascio-partenze: dove vengono infine disposte le composizioni in partenza già complete.

Negli scali di smistamento senza fascio-partenze i treni partiranno dal fascio direzioni.
La grande maggioranza degli scali di smistamento è del tipo passante con un unico sistema di smistamento (scalo di smistamento semplice o unidirezionale). Negli scali molto grandi talvolta due o più sistemi di smistamento (scalo di smistamento doppio o bidirezionale, in genere un sistema per ogni direzione principale del scalo). Soprattutto in Italia esistono anche alcuni scali di smistamento del tipo di testa, cioè non passanti, costituiti da binari morti che terminano contro dei paraurti.

## Stazioni di smistamento in Italia
In Italia non esistono stazioni di smistamento bidirezionali ma solo unidirezionali. Le maggiori, tutte fornite di freni di rotaia, sono nell'ordine quelle di (con indicazione del numero dei binari nel fascio direzioni):
- Cervignano Smistamento (32, nello scalo: fermata di Strassoldo)[2]
- Milano Smistamento (48, passante, situato nella zona est di Milano accanto alla linea per Venezia)
- Torino Orbassano (32, di testa con inversione ad U, nei pressi di Orbassano)
- Alessandria Smistamento (37, di testa, situato nei pressi della stazione di Alessandria)
- Bologna San Donato (54 (32 + 22), passante con inversione ad U, situato nel nord-est della città dalla cintura del nodo ferroviario bolognese)
- Napoli Marcianise (32; situato a sud di Caserta nei pressi di Marcianise lungo la ferrovia Villa Literno-Cancello)
- Roma Smistamento (vari, passante)
- Roma San Lorenzo (vari, passante)
- Bari Lamasinata (vari, passante)

## Scali di smistamento in Europa e nel mondo
In Svizzera l'unico scalo di smistamento è quello di Chiasso, anch'esso con freni di rotaia, situato in Ticino al confine con l'Italia.

Nelle vicinanze di Zurigo c'è uno scalo a 64 vie in località Spreitenbach a nord-ovest della città.
Il più grande d'Europa è quello di Maschen, a sud di Amburgo, Germania, con due sistemi di smistamento (di 64 e 48 binari nei fasci direzioni).

Il più grande scalo di smistamento del mondo è quello di Bailey Yard vicino alla città e al fiume di North Platte in Nebraska, Stati Uniti, anch'esso con due sistemi di smistamento (di 64 e 50 binari nei fasci direzioni).

## Abbandono degli scali di smistamento
A causa della riduzione del trasporto merci su rotaia a carro singolo, in favore di quello su gomma e di quello detto a "treno completo" e/o mediante container, oggi molti scali di smistamento sono stati chiusi.

Così è avvenuto per tutti gli scali di smistamento del Regno Unito, della Danimarca, della Norvegia, del Giappone e dell'Australia i quali risultano già dismessi e abbandonati. Ugualmente è avvenuto in Italia per buona parte degli scali.